# Соціально-християнська партія Бельгії
Соціально-християнська партія (нід. Christelijke Volkspartij, фр. Parti Social Chrétien — CVP-PSC (Християнська народна партія — Соціально-християнська партія)) — політична партія християнсько-демократичної орієнтації в Бельгії, що існувала у 1945-68 роках.
Була створена після Другої світової війни на базі Католицької партії. Партія була однією з двох головних політичних сил поряд із Соціалістичною партією. 1968 року, після кризи, спричиненої розділенням Левенського університету на фламандський та валлонський підрозділи, партія також розкололась за мовною ознакою на Християнську народну партію у Фландрії (нині — партія Християнські демократи і фламандці) та Соціально-християнську партію у Валлонії (нині — партія Гуманістичний демократичний центр).
Результати на виборах до Палати представників
- 1946 — 92 місця[1]
- 1949 — 105 місць
- 1950 — 108 місць
- 1954 — 95 місць
- 1958 — 104 місця
- 1961 — 96 місць
- 1965 — 77 місць
- 1968 — 69 місць

Прем'єр-міністри Бельгії, члени СХП
- Гастон Ейскенс; 11 серпня 1949 — 8 червня 1950
- Жан Дювьєсар; 8 червня — 16 серпня 1950
- Жозеф Фольєн; 16 серпня 1950 — 15 січня 1952
- Жан ван Хоут; 15 січня 1952 — 23 квітня 1954
- Гастон Ейскенс; 26 червня 1958 — 25 квітня 1961
- Тео Лефевр; 25 квітня 1961 — 28 липня 1965
- П'єр Армель; 28 липня 1965 — 19 березня 1966
- Поль ван ден Буйнантс; 19 березня 1966 — 17 червня 1968
- Гастон Ейскенс; 17 червня 1968 — 26 січня 1973